# NGC 6923
NGC 6923 is een balkspiraalstelsel in het sterrenbeeld Microscoop. Het hemelobject werd op 31 juli 1834 ontdekt door de Britse astronoom John Herschel.

## Synoniemen
- IC 5004
- ESO 462-29
- MCG -5-48-17
- AM 2028-310
- IRAS 20285-3100
- PGC 64884